# 榊美麗のためなら僕は…ッ!!
『榊美麗のためなら僕は…ッ!!』（さかきみれいのためならぼくは…っ!!）は、桐原いづみの漫画。
『コミックハイ!』（双葉社）2010年5月発行の6月号（VOL.65）から2013年3月発行の4月号（VOL.96）まで連載された。『ひとひら』の登場人物の一人だった榊美麗を主人公としたスピンオフ、かつ『ひとひら』の続編となっている。
2023年5月には舞台版が上演された。

## あらすじ
高校卒業後、同じ大学に入学した榊美麗と一ノ瀬野乃そして桂木たかしの3人は、大学でも演劇をやろうと演劇部に入部したが、そこの演劇部は部員もいなければやる気の欠片も無い無気力な団体だった。呆れ返った3人は自分たちだけで活動するが、部員も集められず困り果てしまう。そんな中、美麗が「劇団立ち上げてみるのとかどう?」と提案したことがきっかけとなり、後輩たちを巻き込んで劇団「ならずもの」を立ち上げることになった。
新しい団員を入れての初公演を終え、打ち上げに向かおうとする美麗だったが、その途中で劇団員の立花祐と二人っきりとなり、そこで立花にこう言われる。「僕と付き合って頂けないでしょうか」と…。

## 登場人物

### 劇団「ならずもの」
榊 美麗（さかき みれい）
本作の主人公。大学2回生。大学の演劇部のやる気の無さに憤り、自分たちだけで活動すると躍起になっていた野乃を見て劇団を立ち上げることを提案し、「ならずもの」を立ち上げ座長になる。初公演後に立花に告白され付き合うようになる。
恋愛に対して非常に遅手で、さらに立花との年齢差も併せてどう付き合えばよいか分からず四苦八苦している。劇団内の規律の面から、団員たちには付き合っていることは内緒にしていたが、実際は付き合っていることは周知の事実となっていた。
「スターキッズ」の解散騒動を高校時代の自分と重ね、「スターキッズ」の仲を修復しようと奔走する。
第29話で立花の告白を受け入れ、第30話でも立花との恋人関係は続いている。
立花 祐（たちばな ゆう）
中学3年生。街頭で美麗に勧誘された際に一目惚れし「ならずもの」に入団する。初公演後に美麗に告白し付き合うことになるが、美麗との年齢差を後ろめたく感じている。美麗のことを常に気遣っており、自分なりのやり方で彼女の心の支えになろうと努力している。
第30話では大学1回生となり、美麗とは恋人同士となっている。
一ノ瀬 野乃（いちのせ のの）
大学2回生。大学の演劇部のやる気の無さに憤り、美麗たちと共に「ならずもの」を立ち上げる。自分や他の女性団員にちょっかいを出してくる上原に冷たい態度を取ることが多い。
美麗のことを「居心地のいい場所を二度も作ってくれた」と感謝しており、彼女の力になりたいと思っているが、三島のことについて相談してくれないことを寂しく感じている。
高校時代に桂木に告白されて以降、桂木と付き合っており、第30話にて結婚する。
桂木 たかし（かつらぎ-）
大学2回生。美麗たちと共に「ならずもの」を立ち上げる。バイト先のファミレスを劇団の打ち合わせ場所に使用されている。野乃にちょっかいを出してくる上原のことを「おっさん」呼ばわりし、よく引っ叩いている。
高校時代に野乃に振られて以降も2人で食事に行くなど親密な関係を続けているが、実は野乃の側では付き合っているつもりだったことが判明する。第30話で野乃と結婚する。
西田 理咲（にしだ りさき）
大学2回生。甲斐の姉。美麗たちと共に「ならずもの」を立ち上げる。美麗に三島のことを相談され、それ以降は美麗と共に上原のことを気に掛けている。
第30話で、バイト先の居酒屋に就職したことが語られる。
玉城 春子（たましろ はるこ）
大学1回生。通称たまちゃん。美麗たちに誘われ「ならずもの」に入団する。美麗と上原のことをよくからかっている。松本との接し方が分からず困惑している。
演劇部部長時代の合宿での失敗を引きずっており、響に指摘された際には落ち込んでいた。
第30話では大学4回生となっており、内定が貰えないことに悩んでいる。
綾瀬 幸枝（あやせ さちえ）
専門学校1回生。通称さちえちゃん。美麗たちに誘われ「ならずもの」に入団する。春子と同様、松本との接し方が分からず困惑している。
第30話では服飾店に就職したことが語られる。
山口 実（やまぐち みのる）
高校卒業後は進学せず、実家の花屋を手伝っている。美麗たちに誘われ「ならずもの」に入団する。
第30話では花屋の常連客と結婚し、一児の母となっている。
和久井 貞治（わくい さだはる）
大学1回生。通称ミケ。美麗たちに誘われ「ならずもの」に入団する。響への苦手意識は今でも治っていない。
第30話では響と恋人同士になっている。
松本 幸子（まつもと さちこ）
「ならずもの」の団員。23歳のOL。他人との距離感が掴めないため、職場でもプライベートでも友達がおらず、そんな自分を変えるために「ならずもの」に入団する。美麗から恋愛相談を受けたことがきっかけで美麗を「親友」と認識するようになり、彼女の恋愛を後押しするようになる。
「ならずもの」内でも居場所を見つけることが出来ず、演劇を辞めようとするが、三島の説得（殴り合い）を受けて思い留まる。また、それをきっかけに三島と友人になる。

### 劇団「スターキッズ」
上原 義信（うえはら よしのぶ）
32歳。友人と共に「スターキッズ」を立ち上げ、その代表として活動していたが、親友の清川と劇団の方針を巡って喧嘩別れしたことがきっかけで、現在は「スターキッズ」を活動休止にしている。
街頭で劇団の勧誘をしていた美麗たちを見て「ならずもの」に入団する。勢いだけで劇団を立ち上げたため右も左も分からない美麗たちを指導しているが、女性団員にちょっかいを出すため、野乃や桂木には煙たがられている。
加奈子の後押しで清川と和解し、「スターキッズ」での活動を再開する。第30話では深夜ドラマの脚本を担当している。
三島 加奈子（みしま かなこ）
上原の友人で、共に「スターキッズ」を立ち上げたメンバー。上原に「スターキッズ」に戻ってくるように説得しているが聞き入れられていない。上原が「ならずもの」にいると聞き、上原を引き戻すため美麗の同意を得て「ならずもの」に入団する。
第30話ではラジオドラマにレギュラー出演している。
清川 鷹男（きよかわ たかお）
上原の友人で、共に「スターキッズ」を立ち上げたメンバー。上原の親友であり、ワンマン型だった彼と他の団員との緩衝剤の役目を果たしていた。
田端に才能を見出され、彼の劇団に呼ばれるようになるが、それ以後次第に上原と意見が対立するようになり、喧嘩別れして「スターキッズ」を辞めてしまう。現在は人気舞台役者となっており、TVでも取り上げられている。
速水（はやみ）
上原の友人で、共に「スターキッズ」を立ち上げたメンバー。「スターキッズ」の活動休止後も舞台役者として活動している。
アイ子（あいこ）
上原の友人で、共に「スターキッズ」を立ち上げたメンバー。速水と結婚することが決まっている。

### その他
榊 美希（さかき みき）
美麗の妹。姉と違って活発な性格をしている。姉の恋愛に興味津々で、母と共に茶々を入れてくる。
麻井 麦（あさい むぎ）
『ひとひら』の主人公。熊鷹芸術学院3年生で演劇部部員。甲斐の恋人。美麗と立花の恋を応援している。
第30話では短大を卒業後、雑貨店に就職している。
西田 甲斐（にしだ かい）
熊鷹芸術学院3年生で美術部部員。理咲の弟で麦の恋人。麦のことで理咲によくからかわれている。
第30話では大学3回生となっている。
川崎 響（かわさき ひびき）
熊鷹芸術学院3年生で演劇部部員。時々山口の実家である花屋を訪れ、花を買っている。山口に誘われて「ならずもの」の公演にも参加している。
第30話では大学3回生となっており、和久井とは恋人同士になっている。
神奈 ちとせ（かんな ちとせ）
熊鷹芸術学院3年生で演劇部副部長。劇団「ならずもの」の公演準備の助っ人として麦たちとともに駆けつける。
第30話では“奈々 ちとせ”の芸名でアイドルユニット「ホワイトチェリー」のメンバーとして活動中。
木野 信二（きの しんじ）
熊鷹芸術学院3年生で演劇部部長。劇団「ならずもの」の公演準備の助っ人として麦たちとともに駆けつける。
第30話では大学3回生となっている。
武田 京介（たけだ きょうすけ）
熊鷹芸術学院2年生で演劇部部員。第27話で木野の次の演劇部部長になったことが明らかになる。
第30話では高校卒業後、会社員になっている。
田端（たばた）
演劇界では有名な演出家。清川の才能を見出し、自分の劇団に引き抜く。
田沼（たぬま）
「月刊 演劇」の編集者。「スターキッズ」の解散騒動に関連して、美麗を取材する。

## 単行本
双葉社（アクションコミックス）刊、全5巻。通常版とフルカラー限定版の2種類が発売されている。
通常版
- 第1巻（2011年2月12日発売 ISBN 978-4-575-83868-8）
- 第2巻（2011年8月11日発売 ISBN 978-4-575-83942-5）
- 第3巻（2012年4月25日発売 ISBN 978-4-575-84062-9）
- 第4巻（2012年10月12日発売 ISBN 978-4-575-84140-4）
- 第5巻（2013年5月10日発売 ISBN 978-4-575-84232-6）

フルカラー限定版
- 第1巻（2011年2月12日発売 ISBN 978-4-575-83869-5）
- 第2巻（2011年8月11日発売 ISBN 978-4-575-83943-2）
- 第3巻（2012年4月25日発売 ISBN 978-4-575-84063-6）
- 第4巻（2012年10月12日発売 ISBN 978-4-575-84141-1）
- 第5巻（2013年5月10日発売 ISBN 978-4-575-84233-3）

## 舞台
歌劇『榊美麗のためなら僕は…ッ!!』は、2023年5月に築地本願寺ブディストホールで上演された。脚本・演出は星達也。
当初は舞台『榊美麗のためなら僕は…ッ!!』として、2022年12月に池袋・シアターKASSAIで上演予定であったが、主演俳優の体調不良によって延期を余儀なくされた。その後、出演者の変更などを行った上で、半年後に歌劇『榊美麗のためなら僕は…ッ!!』として上演されることになった。

### 出演
【2023年5月『榊美麗のためなら僕は…ッ!!』】
| |
| - 榊美麗 - 愛川こずえ - 立花佑 - 天野眞隆 - 上原義信 - 横山統威 - 三島加奈子 - みのり - 松本幸子 - 真野美月 - 桂木たかし - 佐藤聖也（以上、A・Bキャスト共通） - 一之瀬野乃 - Aキャスト及川ひかり/Bキャスト西野亜弥 - 清川鷹男 - Aキャスト荻野未友治/BキャストAOI（G.U.M） - 西田理咲 - Aキャスト花奏和音/Bキャストやまむらあいか - 速水 - Aキャスト淺井奏喜/Bキャスト下野良将 - 玉城春子 - Aキャスト野村朱里/Bキャスト丹羽まなえ - 綾瀬幸枝 - Aキャスト一鷓優那/Bキャスト菊地桃子 - 山口実 - Aキャスト髙橋莉沙/Bキャスト小田川楽空 - 和久井貞治 - Aキャストじーつー/Bキャスト勇紀匠 |